# Misumenops punctatus
Misumenops punctatus là một loài nhện trong họ Thomisidae.
Loài này thuộc chi Misumenops. Misumenops punctatus được Eugen von Keyserling miêu tả năm 1880.